# Denkmal in der Bahnhofsstraße in Hötensleben

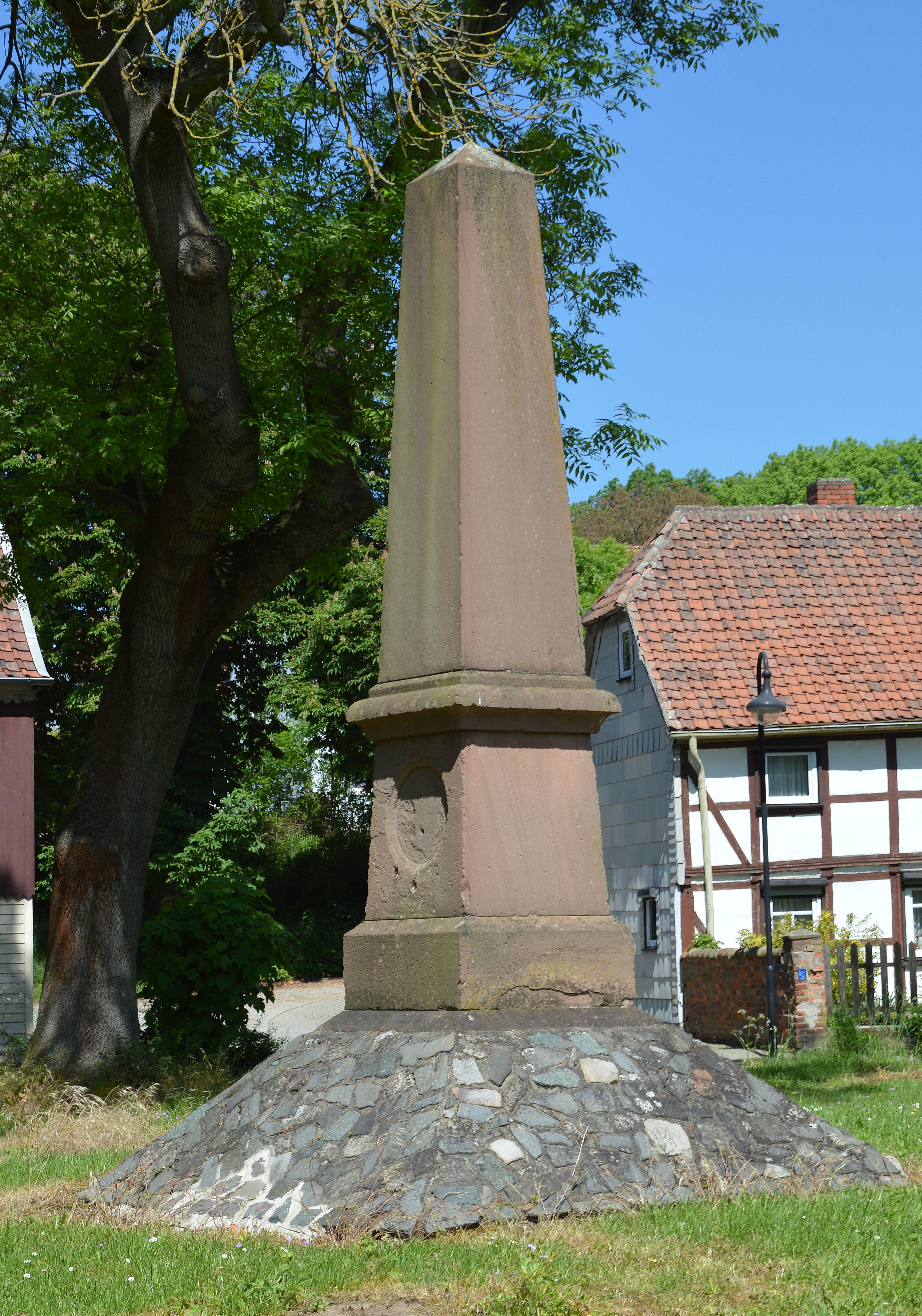
Denkmal in der Bahnhofsstraße in Hötensleben

Das Denkmal in der Bahnhofsstraße in Hötensleben ist ein denkmalgeschütztes Denkmal in Hötensleben in Sachsen-Anhalt.

## Lage
Es befindet sich in einer kleinen Grünanlage am südlichen Ortsausgang von Hötensleben auf der Ostseite der in Richtung Warsleben führenden Straße. Nördlich verläuft die Teichstraße.

## Geschichte und Architektur
Das Denkmal ist als Obelisk ausgeführt. Es trug eine, derzeit (Stand 2017) jedoch nicht lesbare Inschrift. Sie lautete:
Dieser Ortschaft zum Andenken, gestiftet von F. Kress 1903
Im Denkmalverzeichnis für Hötensleben ist das Denkmal unter der Erfassungsnummer 094 56127 als Baudenkmal verzeichnet.